# عثمانلی (صابرآباد)
عثمانلی (به لاتین: Osmanlı) یک منطقه مسکونی در جمهوری آذربایجان است که در شهرستان صابرآباد واقع شده است. عثمانلی ۹۹۸ نفر جمعیت دارد.